# جاك واجنر
جاك واجنر (بالبرتغالية: Jaques Wagner‏) (مواليد 16 مارس 1951، في ريو دي جانيرو) لعائلة يهودية مهاجرة من بولندا، هو سياسي برازيلي، والمحافظ الحالي لولاية باهيا. في شبابه، كان عضواً في منظمة هابونيم درور الصهيونية العمالية. وهو عضو مؤسس في حزب العمال، وحركة العمال الموحدة، اتحاد كان يضم أكثر من 7 ملايين عضو. فاز في انتخابات باهيا 2010.
في 31 ديسمبر 2014، عُين وزير دفاع.

## وصلات خارجية
- Jaques Wagner - Candidato a reeleição - Governador da Bahia نسخة محفوظة 11 فبراير 2011 على موقع واي باك مشين. (بالبرتغالية)
- Jaques Wagner (بالبرتغالية)
- Reeleição Jaques Wagner (بالبرتغالية)
- Jaques Wagner conversa com os internautas نسخة محفوظة 6 يوليو 2011 على موقع واي باك مشين. (بالبرتغالية)